# Storenosoma terraneum
Espèce
Synonymes
- Storenosoma terranea Davies, 1986

Storenosoma terraneum est une espèce d'araignées aranéomorphes de la famille des Amaurobiidae.

## Distribution
Cette espèce est endémique d'Australie. Elle se rencontre dans l'extrême Sud-Est du Queensland, dans l'Est de la Nouvelle-Galles du Sud, dans le Territoire de la capitale australienne et dans l'Est du Victoria.

## Description
Le mâle décrit par Milledge en 2011 mesure 7,60 mm et la femelle 11,70 mm

## Publication originale
- Davies, 1986 : New Australian species of Otira Forster & Wilton, 1973 and Storenosoma Hogg, 1900 (Araneae: Amaurobiidae). Memoirs of the Queensland Museum, vol. 22, p. 237-251 (texte intégral).